# Jacqueline Caurat
Jacqueline Caurat   (Croydon, 23 de juliol de 1927 - 15è districte de París, 22 de maig de 2021) va ser una presentadora de televisió i periodista francesa. Va ser esposa de l'actor i animador Jacques Mancier.

## Biografia
Jacqueline Caurat era filla de Fernand Caurat, comerciant, i de Paule Canon. Va estudiar al liceu de Saint-Cloud.
Després d'uns pocs papers al cinema als anys quaranta i cinquanta, va haver de renunciar a la seva carrera com a actriu a causa de problemes pulmonars. Va començar darrere de les càmeres com a "veu en off", llavors apareix en 1952 a la pantalla del RTF, primer com a locutora i després com a presentadora.
Des de 1953 amb motiu de la coronació de la reina Elisabet II d'Anglaterra, perquè parlava anglès, va esdevenir definitivament locutor oficial de la RTF a l'únic canal de televisió francès. També va participar en nombrosos programes escolars en col·laboració amb l'educació nacional i programes religiosos.
A partir de 1961, va popularitzar la filatèlia presentant amb Lucien Berthelot el programa de televisió Télé-Philatélie on informava, feia comentaris i investigava. La primera emissiò, dedicada al nou segell Marianne de Cocteau, veu l'aleshores ministre del PTT, Michel Maurice-Bokanowski, presentar alguns esbossos del segell, després durant l'entrevista amb Jean Cocteau, dibuixa el seu segell en una copa de la seva vila de Cap Ferret amb el llapis de llavis del periodista, abans de presentar altres esbossos. Va presentar aquest programa durant 22 anys.
El 1964 fou una de les principals locutores de la primera cadena de l'ORTF francesa. El 1975 va deixar el seu paper de locutora i va presentar a TF1 el magazín femení de les tardes vers les 18h30. De 1975 a 1983 va continuar produint amb el seu marit Jacques Mancier i presentant Philatélie-Club. Hi va entrevistar col·leccionistes cèlebres com Rainier III de Mònaco, així com dissenyadors i impressors de segells.
També va ocupar una columna, «Philatélie Flash» a la revista Pilote en els anys 1960, la columna «Philatélie» a la revista Notre temps en els anys 1970 i anys 1980 i també va enregistrar discs d'històries per infants.

## Filmografia

### Cinema
- La Grande Maguet de Roger Richebé - (1947).
- Les souvenirs ne sont pas à vendre de Robert Hennion - (1948).
- Sénéchal le magnifique (1957), de Jean Boyer, amb Fernandel, Nadia Gray, Jeanne Aubert… Jacqueline Caurat apareix en l'escena final de la pel·lícula, sota el pretext d'una jove actriu que a l'escenari d'un teatre, al costat de Fernandel, fa el paper d'una cambrera
- Le fauve est lâché de Maurice Labro (1959) - fa el paper de presentadora de TV.
- Oh ! Que mambo - de John Berry - (1959) - fa de presentadora de TV.
- Mon pote le gitan (1959) - Le reporter.

### Televisió
- Diamonds (1960), telefilm de Marcel Cravenne.
- Week-End surprise (1960),
- La Caméra invisible (1969)

## Emissions presentades per Jacqueline Caurat
- Faites-le vous-même (1959) amb Jean Michel.
- Magazine féminin (1959)
- Télé-Philatélie, amb Lucien Berthelot
- Journal télévisé (1961-1962)
- Kiplitou (1962)
- Philatélie Flash (1969-1975) .
- Philatélie club (primera emissió el 25/01/1975) - Es mantindrà fins 1983.[4]

## Discografia
- Papouf l'éléphant : Juvenilia Disque, référence JD-G101, décembre 1958.
- Rosalie va à la ville : Geldage Juvenilia Disque, référence G 109.
- Le roman de Renard : Geldage Juvenilia Disque.
- La Chèvre du Père Julien : Président, référence PLE 4503 : 1962.
- Alice aux pays des merveilles : Juvenilia - Gédalge, référence JD - G102.
- Jacqueline Caurat raconte les Instruments de Musique à Clavier : IM, référence E42.
- Une ouverture vers le bonheur : Édition du Beau-Site, référence Disc BS 4001.
- La kermesse aux devinettes : Bel-Air réf.311.012